# Otto A. Friedrich

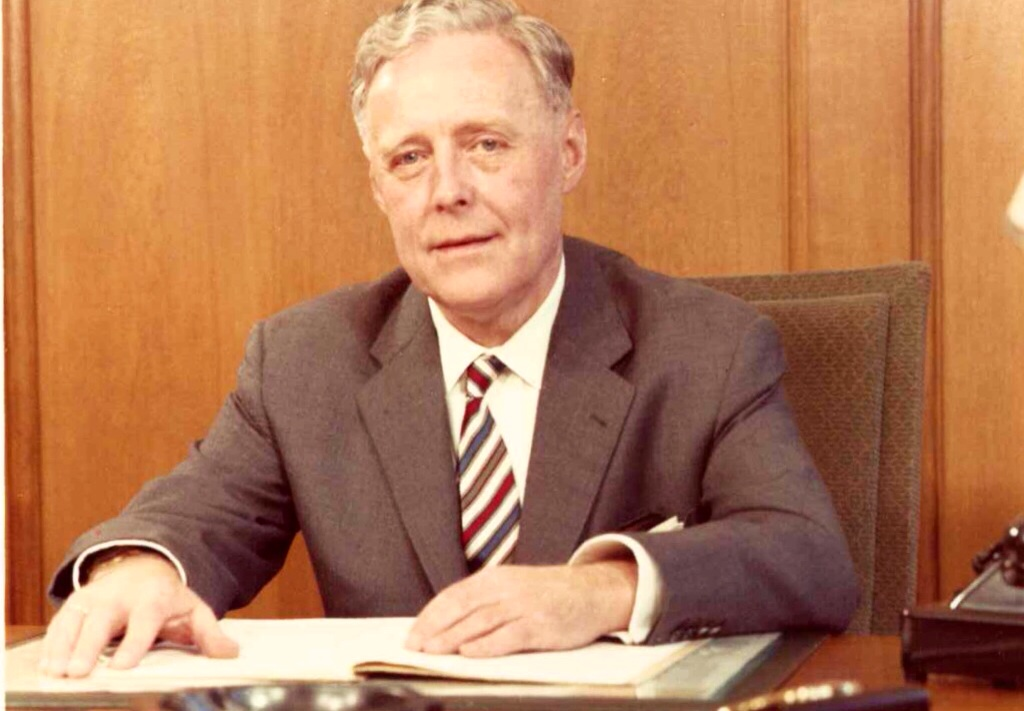
Otto A. Friedrich, ca. 1950

Otto Andreas Friedrich (* 3. Juli 1902 in Leipzig; † 8. Dezember 1975 in Düsseldorf) war ein deutscher Unternehmer. Von 1969 bis 1973 war er Präsident der Bundesvereinigung der Deutschen Arbeitgeberverbände (BDA).

## Familie
Sein Vater war der Chirurg und Hochschullehrer Paul Leopold Friedrich (* 1864; † 1916). Otto Andreas Friedrich war in erster Ehe von 1924 bis 1930 verheiratet mit der Schriftstellerin und Journalistin Ruth Behrens (* 1901; † 1977), die nach der Scheidung unter dem Namen Ruth Andreas-Friedrich schrieb. Ihre 1925 geborene Tochter Karin Friedrich wurde ebenfalls Journalistin.
Einer seiner Brüder war der deutsch-amerikanische Politikwissenschaftler Carl Joachim Friedrich.
Sein jüngster Sohn ist der in München lebende und lehrende Taiji-Meister Andreas W. Friedrich.

## Laufbahn und Wirken
Friedrich studierte zunächst ab 1921 in Marburg und Wien Medizin. Nach einem sehr gut bestandenen Vorphysikum setzte er seine Studien in Heidelberg und Berlin fort. Nach einem Sinneswandel studierte er Volkswirtschaftslehre, schloss das Studium nicht ab und machte sich stattdessen mit einer „Fachhandlung für technischen Bedarf“ selbständig. Die sich verschärfende Kreditsituation bewog ihn dazu, eine klassische kaufmännische Lehre zu durchlaufen, nach deren Abschluss er 1926 in die USA auswanderte. Dort begann er seine Laufbahn als Arbeiter und Angestellter bei der BF Goodrich Rubber Company in Ohio. Er fiel dort positiv auf, wurde gefördert und bereits 1927 im Auftrag von Goodrich wieder nach Deutschland entsandt, um dort in ihrem Auftrag zu wirken, unter anderem um ab 1930 eine eigenständige deutsche Vertriebsgesellschaft aufzubauen. Nachdem diese nach zwei Jahren wieder geschlossen werden musste, übernahm Friedrich Aufgaben in der deutschen Gummiindustrie und wurde zum Geschäftsführer mehrerer Kartelle.
Von 1939 bis 1965 war er in leitender Stellung bei dem Hamburger Gummiwaren- und Reifenhersteller Phoenix AG tätig, ab 1949 als deren Generaldirektor. Danach trat er als persönlich haftender Gesellschafter in die Flick-Gruppe ein, was er bis zu seinem Tode 1975 innehatte.
Otto A. Friedrich beantragte am 3. Juli 1941 die Aufnahme in die NSDAP und wurde zum 1. Oktober desselben Jahres aufgenommen (Mitgliedsnummer 8.769.345), sein Unternehmen war wichtiger Bestandteil der NS-Rüstungsindustrie. Dennoch konnte er 1945 seine Tätigkeit unter der britischen Besatzungsmacht fortsetzen und wirkte beim Wiederaufbau führend mit. Er stieg zum Rohstoffberater der Bundesregierung auf.
Er wurde zu einem Verfechter der sozialen Marktwirtschaft. Bei Phoenix, das er wirtschaftlich mit zahlreichen US-Unternehmen verband, wurden Ansätze der amerikanischen Human-Relations-Bewegung der Betriebswirtschaft praktisch umgesetzt. Als Präsident des BDA während der Regierungsjahre Willy Brandts vertrat er die Arbeitgeberseite bei der Konzertierten Aktion.
Von 1959 bis 1960 war er Mitglied des Beirats der Friedrich-Naumann-Stiftung.

## Auszeichnungen
- 1951: Großes Verdienstkreuz der Bundesrepublik Deutschland[3]
- 1956: Freiherr vom Stein-Preis[4]
- 1973: Großes Verdienstkreuz mit Stern und Schulterband der Bundesrepublik Deutschland[5]